# Stevia hintonii
Stevia hintonii là một loài thực vật có hoa trong họ Cúc. Loài này được (Grashoff) B.L.Turner miêu tả khoa học đầu tiên năm 1988.